# ジェフリー・ローリア
ジェフリー・ローリア（Jeffrey H. Loria, 1940年11月20日 - ）は、アメリカ合衆国の美術商、作家。アメリカ合衆国ニューヨーク州ニューヨーク・マンハッタン出身。
以前はMLBのモントリオール・エクスポズおよびマイアミ・マーリンズの球団オーナーを務めていた。

## 経歴

### MLB参入前
イェール大学では美術史を専攻。卒業後は美術商としての道を歩み始める。1968年にはコロンビア大学のビジネススクールを修了している。
1989年にテキサス・レンジャーズ傘下の3Aオクラホマシティ・89ersを買収し、球団オーナーとしての第一歩を踏み出した。

### モントリオール・エクスポズ
1994年にボルチモア・オリオールズの買収に乗り出したが失敗し、1999年に1800万カナダドルの投資でモントリオール・エクスポズの筆頭オーナーとなる。その後、次第に独占的な経営権を手に入れた。
2002年にMLB機構にエクスポズを1億2000万ドルで売却し、更にバド・セリグから3850万ドルの無利子のローンを与えられた。合計1億5850万ドルでジョン・W・ヘンリーからフロリダ・マーリンズを買収し、新オーナーとなった。
エクスポズオーナー時代は市や放送局といざこざを起こす一方で、補強のための資金を十分に費やさず、最終的に球団を売却して多額の利益を得たことから、評判は非常に悪かった。

### フロリダ・マーリンズ〜マイアミ・マーリンズ
マーリンズでは2003年にいきなりワールドシリーズ制覇を成し遂げた。しかし、その後も高年俸選手を続々と放出する「ファイヤーセール」を行い、チームの総年俸は常にMLB最低レベルに留まっていた。その一方で、巨額の経常利益を得ていたことから、「（低年俸球団に分配金が与えられる）収益分配制度を悪用している」という批判の声が高まり、2010年1月にはメジャーリーグ選手会とバド・セリグコミッショナーに年俸総額の引き上げを約束させられた。
2012年からは球団名もマイアミ・マーリンズに改め、本拠地のマイアミ市内の新球場マーリンズ・パークに移転した。新球場建設には、総額の7割に当たる3億6000万ドルをマイアミ市が公費で負担した。ローリアは今までの出し渋り状態を改めることを宣言し、ホセ・レイエス、マーク・バーリー、ヒース・ベルなど大物FA選手を次々に補強した。
しかし、チームが最下位に低迷すると、シーズン中からハンリー・ラミレスなど大物選手が放出され始めた。2012年11月には前年に獲得したばかりのレイエス、バーリーを含む主力5選手を若手有望株とのトレードでトロント・ブルージェイズに一斉放出する「ファイヤーセール」をまたしても敢行。これが地元住民から「裏切り」と捉えられ、大きな反発が起こり、各メディアも一斉にローリアを非難した。